# John Palmer (Politiker, 1785)
John Palmer (* 29. Januar 1785 in Hoosick, New York; † 8. Dezember 1840 auf Saint-Barthélemy, Französisch-Westindien) war ein US-amerikanischer Jurist und Politiker. Er vertrat zwischen 1817 und 1819 sowie zwischen 1837 und 1839 den Bundesstaat New York im US-Repräsentantenhaus. Der Kongressabgeordnete George William Palmer war sein Neffe.

## Werdegang
John Palmer wurde ungefähr eineinhalb Jahre nach dem Ende des Unabhängigkeitskrieges in Hoosick im Rensselaer County geboren. Er schloss seine Vorstudien ab und graduierte dann am Williams College in Williamstown (Massachusetts). Er studierte Jura. Nach dem Erhalt seiner Zulassung als Anwalt begann er 1810 in Plattsburgh zu praktizieren. Er diente 1812 als Zahlmeister im 8. Regiment der Nationalgarde von New York.
Als Gegner einer zu starken Zentralregierung schloss er sich in jener Zeit der von Thomas Jefferson gegründeten Demokratisch-Republikanischen Partei an. Bei den Kongresswahlen des Jahres 1816 für den 15. Kongress wurde Palmer im zwölften Wahlbezirk von New York in das US-Repräsentantenhaus in Washington, D.C. gewählt, wo er nach dem 4. März 1817 die Nachfolge von Asa Adgate und John Savage antrat, welche zuvor zusammen den Distrikt im US-Repräsentantenhaus vertreten hatten. Er schied nach dem 3. März 1819 aus dem Kongress aus.
Zwischen 1818 und 1832 war er als Bezirksstaatsanwalt tätig. Ein Teil des Jahres 1832 saß er in der New York State Assembly. Er wurde dann im selben Jahr Richter im Clinton County – eine Stellung, die er bis zu seinem Rücktritt 1837 innehatte.
Er schloss sich der Demokratischen Partei an. Bei den Kongresswahlen des Jahres 1836 für den 25. Kongress wurde er im 13. Wahlbezirk von New York in das US-Repräsentantenhaus gewählt, wo er nach dem 4. März 1837 die Nachfolge von Dudley Farlin antrat. Da er auf eine erneute Kandidatur im Jahr 1838 verzichtete, schied er nach dem 3. März 1839 aus dem Kongress aus.
Er verreiste aus gesundheitlichen Gründen nach Saint-Barthélemy, wo er am 8. Dezember 1840 verstarb. Sein Leichnam wurde dann auf dem St. Bartholomew Cemetery beigesetzt.